# Liste des évêques de Jérusalem à l'époque ancienne
Pour les articles homonymes, voir Liste des évêques de Jérusalem.

## Évêques judéo-chrétiens de Jérusalem
Dans la tradition chrétienne, l'Église de Jérusalem est l'appellation de la première communauté chrétienne locale avant celles de Constantinople, d’Antioche, de Rome et d’Alexandrie (Pentarchie). 
- Jacques le Juste (après l'Ascension de Jésus - jusqu'en 61/62);
- Siméon de Clopas (vers 73[1]- mort crucifié en 107/108[2],[3],[4]). Pour échapper à la répression qui a suivi la mort de Jacques le Juste en 62 ou avant le Siège de Jérusalem, vers 68, il avait quitté cette ville avec certains fidèles pour se réfugier à Pella dans la Décapole;
- Justus Ier ou « Judas le Juste[5] » (de 107/108 à 111), désigné comme fils de Jacques le Juste dans les Constitutions apostoliques (VII, 46, 2)[5],[6], mort la quatorzième année de Trajan (111) selon le Chronicon hieronymus dans sa version latine[3] ;
- Zacchée (de l'araméen Zakkaï « le Juste »[7]) selon le Chronicon hieronymus dans ses versions arménienne et latine, appelé Zacharie par Épiphane de Salamine[3];
- Tobias (111 - ?)[3] appelé Tobie Ier dans les textes traditionnels ultérieurs;
- Benjamin Ier (?-?)[3] ;
- Jean Ier (?- mort la dix-neuvième année du règne de Trajan (116), selon Épiphane de Salamine[3]) ;
- Mathathias (ou Matthias selon Épiphane de Salamine) (116 - v. 120)[3] ;
- Philippe Ier (?- mort la septième année d'Hadrien (123), selon le Chronicon hieronymus en latin[3]) ;
- Sénèque Ier (123 - ?)[3] ;
- Juste II (?-?)[3] ;
- Lévi Ier (?-?)[3] ;
- Éphrème Ier (?-?)[3] ;
- Joseph Ier (?-?)[3] ;
- Judah Kyriakos ou Juda(s) Cyriaque, était l'arrière petit-fils de Jude, frère de Jésus, et le dernier évêque juif de Jérusalem, selon Épiphane de Salamine et Eusèbe de Césarée. Pour Eusèbe, Juda(s) est mort en 135, lors de la défaite de la révolte de Bar Kokhba, — la dix-neuvième année du règne d'Hadrien selon le Chronicon hieronymus dans sa version latine — alors qu'Épiphane de Salamine le fait mourir en 148, la onzième année du règne d'Antonin le Pieux[3].

Après Siméon Ier, Eusèbe de Césarée et Épiphane de Salamine fournissent des indications chronologiques sur certains de ces « évêques de la circoncision », toutefois les historiens conviennent qu'il faut tenir compte d'un biais historique et que, plutôt que d'une liste chronologique dans laquelle treize évêques se seraient succédé en 26 ans, ce qui est peu probable même s'ils ont été martyrs, il y aurait eu comme un collège d'évêques ayant siégé en même temps, à l'image de ce qu'il a pu exister dans le judaïsme contemporain.

## Évêques d'Ælia Capitolina
Ælia Capitolina est le nom donné à Jérusalem par Hadrien après sa reconstruction en 131.
- Marc (134-156), premier patriarche à ne pas être d'origine juive.
- Cassien (?-?)
- Publius (?-?)
- Maxime Ier (?-?)
- Julien Ier (?-?)
- Gaïus Ier (?-?)
- Symmaque (?-?)
- Gaïus II (?-162)
- Julien II (162-?)
- Capiton (?-?)
- Maxime II (?-?)
- Antonin (?-?)
- Valens (?-?)
- Dolichien ou Dolichianus (?-185)
- Narcisse Ier (185-?), calomnié, dut temporairement s'exiler[8].
- Dius (?-?), gouverna peu de temps.
- Germanion (?-?), mourut peu de temps après son élection.
- Gorde ou Gordius  (?-211)
- Narcisse Ier (restauré) (?-231)
- Alexandre (231-249)
- Mazabane (249-260)
- Iménée ou Hyménée (260-276). On dit de lui qu'« il assista aux deux conciles tenus contre Paul de Samosate, évêque d'Antioche »[9].
- Zamudas, Zabdas ou Bazas (276-283)
- Hermon (283-314)
- Macaire Ier (314-325)

## Évêques de Jérusalem
- Macaire Ier (325-333)
- Maxime III (333-348)
- Cyrille Ier (350-386)
- Jean II (387-417)
- Praulius (417-422)

- - Juvénal Ier (422-458), jusqu'à 451 puis changement de titre (voir Liste des patriarches orthodoxes de Jérusalem)
  - Théodose[10], évêque syriaque après 451 - vers fin février au début mars 457 (voir Vicariat patriarcal syriaque orthodoxe de Jérusalem et de Terre Sainte)